# Theux
Theux (valonă Teu) este o comună francofonă din regiunea Valonia din Belgia. Comuna este formată din localitățile Theux, La Reid, Polleur, Becco, Desnié, Fays, Hodbomont, Jehanster, Jevoumont, Juslenville, Marché, Mont, Oneux, Raborive, Rondehaie, Sassor, Sasserotte,Spixhe Tancrémont, Vert-Buisson și Winamplanche. Suprafața totală a comunei este de 83,36 km². La 1 ianuarie 2008 comuna avea o populație totală de 11.763 locuitori. 

## Localități înfrățite
- Franța: Terrasson-Lavilledieu.